# سمية تناسلية

الرسم التخطيطي الدولي للمواد الكيميائية التي تؤدي إلى التحسس أو الطفرات أو السرطنة أو سمية التكاثر

السمية التناسلية خطر مرتبط ببعض المواد الكيميائية، التي تتداخل بطريقة أو بأخرى مع التكاثر الطبيعي، وتسمى هذه المواد «ريبروتوكسيك». يمكن أن تؤثر هذه المواد سلبًا على الوظيفة الجنسية والخصوبة لدى الذكور والإناث البالغين، بالإضافة إلى التسمم النمائي في النسل. عادة ما يتم تعريف السمية الإنجابية عمليا، لتشمل العديد من الآثار المختلفة التي لا علاقة لها ببعضها البعض إلا في نتائج انخفاض الخصوبة الفعالة. يفصل النظام العالمي المتوافق لتصنيف وترميز المواد الكيميائية (GHS) السمية التناسلية عن طفرات في الخلية الجنسية والسرطنة، على الرغم من أن كلا الخطرين قد يؤثران أيضًا على الخصوبة.
يمكن أن تؤثر العديد من الأدوية على الجهاز التناسلي البشري. وتنقسم الأثار إلى:
- مرغوبة (موانع حمل هرمونية)،
- آثار جانبية طفيفة غير مرغوب فيها (العديد من مضادات الاكتئاب) أو
- مشكلة صحية عامة كبرى (ثاليدومايد).

ومع ذلك، فقد ركزت معظم دراسات السمية التناسلية على التعرض المهني أو البيئي للمواد الكيميائية وتأثيراتها على التكاثر. من المعروف أن استهلاك الكحول والتدخين «سام للتكاثر» بالمعنى المستخدم هنا.

## أمثلة

### مواد مسببة للمسوخ
إحدى المجموعات المعروفة من المواد السامة للتكاثر هي المواد المسخية (المواد التي تسبب عيوب خلقية). ربما يكون الثاليدومايد هو الأكثر شهرة من بين هذه المواد. هناك مجموعة أخرى من المواد التي لقيت الكثير من الاهتمام (والتي أثارت بعض الجدل) والتي قد تكون سامة للتكاثر هي ما يسمى مسببات اضطراب الغدد الصماء. تغير اضطرابات الغدد الصماء كيفية إنتاج الهرمونات وكيفية تفاعلها مع مستقبلاتها. تصنف اضطرابات الغدد الصماء على أنها استروجينية أو مضادة للاستروجين أو أندروجينية أو مضادة للأندروجين. تتضمن كل فئة مركبات صيدلانية ومركبات بيئية. تسبب المركبات الاستروجينية أو الأندروجينية نفس الاستجابات الهرمونية مثل الستيرويدات الجنسية (الاستروجين والتستوستيرون). ومع ذلك، فإن المركبات المضادة للاستروجين والمضادة للأندوجين ترتبط بمستقبل وتمنع الهرمونات من الارتباط بمستقبلاتها، وبالتالي تمنع وظيفتها. بعض الأمثلة على العديد من أنواع اضطرابات الغدد الصماء هي ترينبولون (أندروجيني)، فلوتاميد (مضاد للأندروجين)، ثنائي إيثيل ستيلبوستيرول (استروجين)، بيسفينول A (استروجين)، ثلاثي بوتيل القصدير (مضاد للاستروجين). ومع ذلك، فإن العديد من المواد السامة للتكاثر لا تقع في أي من هذه المجموعات: مثل مركبات الرصاص، على سبيل المثال، تعتبر سامة للتكاثر نظرًا لآثارها الضارة على التطور الفكري والنفسي الحركي الطبيعي للإنسان في الرضع والأطفال.

### ثنائي الفينول أ
البيسفينول A هو مثال على اختلال الغدد الصماء الذي يؤثر سلبًا على التطور التناسلي. البيسفينول A معروف كمحاكي الأستروجين (زينوستروجين) ومقلد الأندروجين مرجح. يتم استخدامه في إنتاج المنتجات البلاستيكية المختلفة. يؤدي التعرض لـ بيسفينول A في أجنة الفئران الإناث إلى تشكل حيوي للغدد الثديية، وزيادة تكوين أورام المبيض، وزيادة خطر الإصابة بالأورام الغدية الثديية في حياة البالغين.

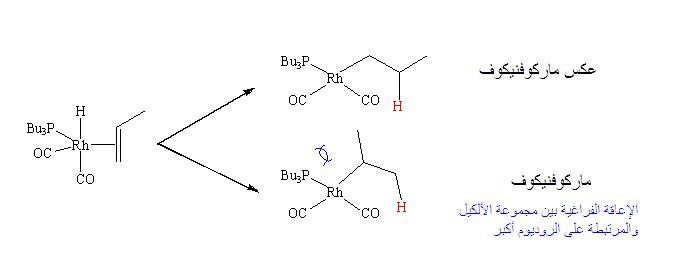
أوكسو1.

يؤثر البيسفينول A أيضًا على خصوبة الذكور عن طريق تقليل جودة الحيوانات المنوية ووظيفة الجنس.
يتم فهم ودراسة التأثير السمي لـ BPA لدى الإناث بشكل أفضل من الذكور.

### الرصاص
الرصاص معدن ثقيل لا يرتبط فقط بالعجز العقلي، ولكن أيضًا بعقم الذكور ومشاكل الإنجاب عند الذكور. يعتقد أن الرصاص يؤثر بشكل رئيسي على تكاثر الذكور من خلال تعطيل الهرمونات، مما يقلل من كمية إنتاج الحيوانات المنوية في الأنابيب المنوية. كما تم اقتراح أن الرصاص يتسبب في ضعف جودة السائل المنوي عن طريق زيادة أنواع الأكسجين التفاعلية[بحاجة لمصدر] بسبب الدهون فوق المؤكسدة، مما يؤدي إلى تلف الخلايا.

### السموم الأخرى
تم وصف السموم التناسلية الأخرى مثل الثاليدوميد سابقا في العلاجات في الخمسينيات وأوائل الستينيات من القرن العشرين، كان يستخدم ثاليدومايد على نطاق واسع في أوروبا كدواء مضاد للغثيان للتخفيف من غثيان الصباح لدى النساء الحوامل. ولكن وجد في الستينيات أن ثاليدومايد أثر على نمو الجنين وأدى إلى تشوهات في الأطراف مثل غياب الإبهام أو تخلف الأطراف بأكملها أو تفقم الأطراف. قد يكون هناك أكثر من 10000 طفل حول العالم تأثرو بـ ثاليدوميد.
ثنائي إيثيل ستيلبوستيرول (DES)، وهو هرمون استروجيني مصطنع أخر معروف بالسمية التناسلية، وتم استخدامه من عام 1938 إلى عام 1971 لمنع الإجهاض التلقائي. يسبب ثنائي إيثيل ستيلبوستيرول السرطان والطفرات من خلال إنتاج مستقلبات شديدة التفاعل، مما يتسبب أيضًا في تكوين ناتج إضافة DNA. يمكن أن يتسبب التعرض ل ثنائي إيثيل ستيلبوستيرول في الرحم إلى تكوين غير نمطي في الجهاز التناسلي.